# Appleseed XIII
Appleseed XIII (japanisch アップルシードXIII) ist ein Web-Anime aus den Jahren 2011 und 2012, der auf der japanischen Manga-Serie Appleseed von Masamune Shirow aus den 1980er Jahren basiert.

## Handlung
Deunan ist eine junge Spezialagentin und Briareos ist ein erfahrener Cyborg-Soldat. Sie sind Partner und Liebhaber sowie Mitglieder von E-S.W.A.T., der Elite-Spezialeinheit im Dienste des Stadtstaates Olympus. Sie werden überall dort eingesetzt, wo es zu Problemen kommt.  Verschwörung, Terrorismus, tödliche Militärwaffentechnologie, gierige Konzerne und machthungrige Politiker: Dies sind nur einige der Bedrohungen, mit denen Deunan und Briareos kämpfen müssen, um den Olympus zu schützen und ihre persönliche Suche nach Eden im Ödland durchzuführen.
Während Olympus das Ark-Projekt vorantreibt, das darauf abzielt, die Zukunft der Menschheit unter der Aufsicht von Bioroiden zu bewahren, lehnt die Human Liberation Front den Plan und die bloße Existenz der Bioroiden entschieden ab. Die Front wird von einer radikalen Randgruppe unterstützt, die als Argonauten bekannt ist. Es ist eine Terroristengruppe, die sich in einer legendären selbstfahrenden Stadtfestung versteckt. Aber über die Argonauten ist sehr wenig bekannt und ihr Anführer Alcides ist ein Mann, der angeblich starb, als die maritime Industrienation Poseidon vor 20 Jahren die Festung der Argonauten bombardierte.

## Produktion und Veröffentlichung
Takayuki Hamana leitete den Anime bei verschiedenen Unternehmen in Zusammenarbeit mit Production I.G und dem Digitalstudio Jinni’s Animation. Junichi Fujisaku schrieb das Drehbuch und Takayuki Goto entwarf die Charakterdesign. Die künstlerische Leitung lag bei Masanobu Nomura und das Mecha-Design stammt von Atsushi Takeuchi. Die CGI-Animationsarbeiten leiteten Akihito Watanabe und Yoshimoto Ishii, für den Ton war Yota Tsuruoka verantwortlich. Die Geschichte wurde für den Anime neu geschrieben und basiert nicht direkt auf dem Manga von Shirow, wobei dieser an der Entwicklung des Drehbuchs beteiligt war. Es wurden einige Figuren wie die Biodroidin Dia neu eingeführt und Designs verändert sowie auch einige Elemente aus dem Manga aufgegriffen, die in den vorherigen Verfilmungen herausgelassen wurden. Darunter das Haus der Headhunterin Hitomi, dass erst im Manga auftauchte, als die erste Anime-Umsetzung bereits produziert wurde. Die Hintergründe entstanden beim darauf spezialisierten Studio Biho.
Appleseed XIII wurde in Japan als ONA-Serie mit 13 Episoden auf der Plattform Nico Nico Douga veröffentlicht und in zwei Kinospielfilme zusammengefasst. Der erste Spielfilm mit dem Titel Appleseed XIII: Tartaros wurde am 13. Juni 2011 veröffentlicht. Der zweite mit dem Titel Appleseed XIII: Ouranos folgte am 24. Oktober 2011.  Eine deutsche Fassung wurde von Universum Anime ab Juni 2012 auf DVD und Blu-ray veröffentlicht sowie vom Sender Animax ausgestrahlt. Noch vor der Veröffentlichung wurde die Schnittversion in zwei Filmen auf der Convention AnimagiC 2012 vorgeführt. 2014 erschienen auch die Filme bei Universum. In Nordamerika veröffentlichte Funimation die Serie im Juni 2013. Auch eine chinesische Fassung erschien.

### Synchronisation
Die deutsche Synchronfassung entstand bei EuroSync unter der Regie und nach einem Dialogbuch von Detlef Klein.
| Rolle        | japanischer Sprecher (Seiyū) | deutsche Sprecher  |
| ------------ | ---------------------------- | ------------------ |
| Deunan Knute | Maaya Sakamoto               | Esra Vural         |
| Briareos     | Kōichi Yamadera              | Michael Iwannek    |
| Gina         | Ami Koshimizu                | Rubina Kuraoka     |
| Yoshitsune   | Hiro Shimono                 |                    |
| Mags         | Jouji Nakata                 | Dennis Schmidt-Foß |
| Reese        | Kanji Suzumori               |                    |
| Greg         | Kenjiro Tsuda                | Dirk Stollberg     |
| Hitomi       | Mikako Takahashi             |                    |
| Baxter       | Masashi Sugawara             | Tilo Schmitz       |
| Nike         | Mayumi Yanagisawa            | Antje von der Ahe  |

### Musik
Der Soundtrack der Serie, vor allem elektronische Klänge, stammt von Conisch.

## Episodenliste
| Nr. (ges.) | Nr. (St.) | Deutscher Titel            | Originaltitel                             | Erstausstrahlung Japan | Deutschsprachige Erstveröffentlichung (D/A/CH) |
| ---------- | --------- | -------------------------- | ----------------------------------------- | ---------------------- | ---------------------------------------------- |
| 1          | 1         | Der Nemëische Löwe         | 楽園の終わり (Rakuen no owari)            | 3. Juni 2011           | 4. Jan. 2013                                   |
| 2          | 2         | Die Ställe des Augias      | 囚われのゆりか ご (Toraware no Yurika go) | 13. Juni 2011          | 4. Jan. 2013                                   |
| 3          | 3         | Die Kerynitische Hirschkuh | 偽りの面影 (Itsuwari no omokage)          | 13. Juni 2011          | 11. Jan. 2013                                  |
| 4          | 4         | Die Rinder des Geryon      | タンポポと少女 (Tanpopo to shōjo)         | 5. Aug. 2011           | 11. Jan. 2013                                  |
| 5          | 5         | Der Kretische Stier        | 潜血の亡霊 (Senketsu no bōrei)            | 10. Aug. 2011          | 18. Jan. 2013                                  |
| 6          | 6         | Der Erymanthische Eber     | 錆色の楽園 (Sabiiro no rakuen)            | 2. Sep. 2011           | 18. Jan. 2013                                  |
| 7          | 7         | Die Stymphalischen Vögel   | 青銅の鳥 (Seidō no tori)                  | 7. Sep. 2011           | 25. Jan. 2013                                  |
| 8          | 8         | Die Pferde des Diomedes    | ディープダイブ (Dīpu daibu)               | 4. Nov. 2011           | 25. Jan. 2013                                  |
| 9          | 9         | Der Gürtel der Hippolyte   | 女王の宝 (Joō no takara)                  | 23. Nov. 2011          | 1. Feb. 2013                                   |
| 10         | 10        | Die Lernäische Hydra       | 石像の陰で (Sekizō no in de)              | 16. Dez. 2011          | 1. Feb. 2013                                   |
| 11         | 11        | Die Äpfel der Hesperiden   | 最後の一人 (Saigo no hitori)              | 21. Dez. 2011          | 8. Feb. 2013                                   |
| 12         | 12        | Der Höllenhund Kerberos    | 復讐の彼方に (Fukushū no kanata ni)       | 20. Jan. 2012          | 8. Feb. 2013                                   |
| 13         | 13        | Paradeisos                 | 楽園 (Rakuen)                             | 25. Jan. 2012          | 15. Feb. 2013                                  |

## Manga
Die Manga-Adaption wurde am 25. Oktober 2011 Magazin Afternoon von Kodansha veröffentlicht. Der Verlag brachte die Kapitel auch gesammelt in drei Bänden heraus.

## Rezeption
Laut AnimaniA könne der Anime die Fans von Appleseed in zwei Lager spalten: Leser des Mangas könnten sich über einige bis dahin nicht verfilmte Aspekte freuen, während für die Zuschauer der älteren Animes die „unkonventionelle Präsentationsform“ gewöhnungsbedürftig sein könne. Während die Animationen bei den Mechas stimmig seien, wirke die computeranimierte Umsetzung der menschlichen Protagonisten und insbesondere deren Minenspiel immer wieder ungelenk. Das sei auch deswegen ärgerlich, weil die menschlichen Beziehungen und daher auch die Gesichtsausdrücke eine wichtige Rolle spielten. Und im Vergleich zu den früheren Verfilmungen seien die Designs deutlich heller und farbenfroher, die Charaktere heiterer und die Stimmung teils die einer Slice-of-Live-Serie. Insgesamt sei eine deutliche Abkehr vom polierten Sci-Fi-Look Design der Filme zu bemerken. Dem Anime gelinge es, „der Saga eine neue Seite abzugewinnen und gleichzeitig den Geist des Originals zu wahren“.